# Ermita de Nuestra Señora de la Rebolleda (Burgos)
La Ermita de Nuestra Señora de la Rebolleda fue un lugar de culto católico en la ciudad de Burgos (Castilla y León, España).
Propiedad del Ayuntamiento de Burgos y actualmente demolida, solo se conservan las piedras de la fachada oeste, que algunos consideran prerrománica. Existe un proyecto municipal para construir en su lugar un centro de día para mayores, conservando la fachada original, pero se encuentra paralizado.
La imagen de la Virgen de la Rebolleda (siglo XIII), cuando la ermita dejó de tener culto pasó a la iglesia de Santa Águeda. Actualmente, se encuentra en el centro del retablo del altar mayor de la iglesia de Nuestra Señora del Rosario. Es una Virgen sedente que lleva una manzana en la mano derecha y en el regazo al Niño Jesús, que bendice con la mano derecha y sostiene la bola del mundo con la izquierda.

## Historia
Todos los autores coinciden en que fue uno de los lugares de culto más antiguos de la ciudad de Burgos y, aunque no haya unanimidad al respecto, se considera probable su construcción entre los siglos IX y X. Es factible que el núcleo de población alrededor de la ermita fuese uno de los que utilizó el conde Diego Porcelos para fundar la ciudad de Burgos a finales del siglo IX.
En la segunda mitad del siglo XVIII fue reconvertida en hospital de apestados y en sus cercanías se enterraba a los fallecidos. Durante la Guerra de la Independencia se aprovechó su cercanía al castillo para utilizarla como polvorín. Finalmente, en el siglo XX fue utilizada como almacén de chatarrería de un particular.